# Gunji Koizumi
Gunji Koizumi (小泉 軍治 Koizumi Gunji?) (8 de julio de 1885 - 15 de abril de 1965) fue un artista marcial japonés, considerado el principal impulsor del judo en Reino Unido. Fue fundador de la sociedad Budokwai, y benefactor de la Unión Británica de Judo y el Campeonato Europeo de Judo.

## Biografía
El hijo menor de un granjero, Koizumi nació en la villa de Komatsuka Oaza en la prefectura de Ibaraki. A los 12 años empezó a entrenar en kendo en la escuela, y también recibió clases de inglés de un vecino que había estado en América, lo que en el futuro le resultaría indudablemente útil. Debido a su rol familiar en la cultura japonesa, Gunji no tenía otras opciones de carrera que montar su propia granja o ser dado en adopción a una familia sin un heredero masculino, de modo que prefirió marcharse de casa y probar fortuna en Tokio, donde entró a trabajar como operario de telégrafo. En 1901 empezó a practicar jiu-jitsu de la escuela Tenjin Shinyo-ryu bajo la tutela de Tago Nobushige, y más tarde aprendió Shin Shin-ryu con Nobukatsu Yamada, un antiguo samurai, y Akijima-ryu con Tsunejiro Akishima. Decidiendo ampliar su currículum a electricista, Koizumi viajó por toda Asia con la intención de llegar a Estados Unidos.
En mayo de 1906, Koizumi llegó a Reino Unido, donde trabajó como instructor en la escuela de artes marciales Kara Ashikaga. Más tarde viajó a Londres, donde se unió a Sadakazu Uyenishi en su escuela de jiu-jitsu en Piccadilly Circus. Al mismo tiempo, también enseñó en la universidad de Westminster. En 1907 llegó por fin a Estados Unidos, pero después de unos años de insatisfacción decidió volver a Inglaterra. Allí intentó iniciar una compañía eléctrica, sin éxito, y finalmente optó por abrir un taller de lacado en Ebury Street, Londres. En 1918, Koizumi fundó con sus propios fondos la sociedad Budokwai, junto al palacio de Buckingham, ofreciendo clases de jiu-jitsu, kendo y otras artes japonesas. Un año después, ayudó también a la fundación Kyosai Kai, destinada a proveer ayuda a los inmigrantes japoneses en Reino Unido.
En julio de 1920, meses después de que Yukio Tani se uniese a la escuela como segundo instructor, Jigoro Kano visitó el Budokwai en su camino hacia los Juegos Olímpicos de 1920, y Koizumi y Tani se unieron a su disciplina, el judo, recibiendo rangos oficiales de cinturón negro 2º dan gracias a su maestría. Los entrenamientos en el Budokwai, ahora acompañados de Hikoichi Aida, continuaron durante la Segunda Guerra Mundial, aunque a un gran coste financiero. En 1948, tras recibir el 6º dan, Koziumi ayudó a establecerse a la Asociación Británica de Judo, siendo su presidente inaugural. Al final de la década, Koizumi abandonó sus tareas ejecutivas y se dedicó plenamente a la enseñanza. En septiembre de 1954, el Budokwai se trasladó a un nuevo centro y, coincidiendo con esto, Kozumi volvió a Japón por primera vez en 50 años como invitado de la escuela Kodokan.
Koizumi escribió varios libros sobre el judo, incluyendo Judo: The basic technical principles and exercises, supplemented with contest rules and grading syllabus (1958) y My study of Judo: The principles and the technical fundamentals (1960). Junto a ello, Gunji fue una autoridad en el lacado oriental, y fue asesor del Museo de Victoria y Alberto
El 15 de abril de 1965, Koizumi fue encontrado muerto en su domicilio, vestido con su mejor traje y sentado en su sillón favorito con una bolsa de plástico sobre la cabeza. La causa de la muerte fue determinada como suicidio, aunque las circunstancias nunca llegaron a quedar claras. Según su aprendiz Charles Palmer, la noche antes de su fallecimiento Koizumi parecía atípicamente sombrío. La escuela Kodokan le ascendió a 8º dan de manera póstuma.